# Stazione di San Romano-Montopoli-Santa Croce
Stazione di San Romano-Montopoli-Santa Croce vasútállomás Olaszországban, Montopoli in Val d'Arno településen.

## Vasútvonalak
Az állomást az alábbi vasútvonalak érintik:
- Pisa–Firenze-vasútvonal

## Kapcsolódó állomások
A vasútállomáshoz az alábbi állomások vannak a legközelebb:
- Stazione di Pontedera-Casciana Terme (Stazione di Pisa Centrale)
- Stazione di San Miniato-Fucecchio (Stazione di Firenze Santa Maria Novella)